# Triviella goslineri
Triviella goslineri is een slakkensoort uit de familie van de Triviidae. De wetenschappelijke naam van de soort is voor het eerst geldig gepubliceerd in 1994 door Liltved & Millard.